# Robert Fitzgerald (traduttore)
Robert Stuart Fitzgerald (Springfield, 12 ottobre 1910 – Hamden, 16 gennaio 1985) è stato un latinista, grecista, traduttore e poeta statunitense.

## Biografia
Dopo la laurea a Harvard nel 1933, Fitzgerald lavorò come reporter per il New York Herald Tribune per un anno, prima di passare al TIME, dove lavorò a fianco di William Saroyan, Whittaker Chambers e James Agee. Allo scoppio della seconda guerra mondiale, Fitzgerald si arruolò nella marina statunitense, con cui servì a Guam e Pearl Harbor. Dopo essere stato il curatore della sezione poesia del The New Republic, Fitzgerald rimpiazzò Archibald MacLeish come professore di retorica ed oratoria a Harvard nel 1965 e mantenne la cattedra fino alla pensione, avvenuta nel 1981. Ha risieduto per lungo tempo in Italia.
Membro dell'American Academy of Arts and Sciences, Fitzgerald è noto soprattutto come apprezzatissimo traduttore di classici greci e latini e particolarmente rinomate sono le sue traduzioni dell'Odissea e dell'Eneide.. Per la sua traduzione dell'Odissea ricevette nel 1961 il premio Bollingen per la traduzione. Fu traduttore dell'Alcesti di Euripide (1935) e dell'Antigone (1938), dell'Edipo re (1948) e dell'Edipo a Colono (1961) di Sofocle. Tradusse anche poeti francesi: Saint-John Perse e Paul Valery. Curò inoltre la pubblicazione postuma delle opere in versi e in prosa di James Agee e apparve nel film Agee dedicato a quest'ultimo.
Oltre alla massiccia attività traduttoria, che lo occupò dagli anni trenta agli anni ottanta, Fitzgerald scrisse e pubblicò quattro raccolte di versi propri tra il 1935 e il 1971. Per i suoi meriti artistici, nel 1984 fu insignito del prestigioso titolo di poeta laureato dalla Biblioteca del Congresso..
Sposato tre volte, ha avuto dalla moglie Sally tre figli: Benedict, Barnaby e Michael.

## Opere

### Traduzioni
- (EN) Euripides, The Alcestis of Euripides, Harcourt, Brace and Company, 1936.
- (EN) Sophocles, Oedipus the King; Oedipus at Colonus; Antigone, University of Chicago Press, 1954.
- (EN) Homerus, The Odyssey, Farrar, Straus and Giroux, 1961.
- (EN) Homerus, The Iliad, Doubleday, 1974.
- (EN) René Ménard, Interprative essays on two poems by René Char to a tensed serenity Lettera Amorosa, traduzione di Robert Fitzgerald, Roma, Botteghe Oscure, 1954.
- (EN) Saint-John Perse, Birds, collana Pantheon books, traduzione di Robert Fitzgerald, with reproductions of 4 original color etchings by Georges Braque, New York, Bollingen Foundation, 1966.
- (EN) Saint-John Perse, Two addresses, collana Pantheon books, traduzione di Robert Fitzgerald, New York, Bollingen Foundation, 1966.
- (FR) Dorothy Uhnak, Un très mauvais souvenir, traduzione di Robert Fitzgerald, Paris, Librairie des Champs-Elysees, 1993.
- (EN) Publius Vergilius Maro, The Aeneid, Random House, 1983, ISBN 0-394-52827-1.

### Poesia
- (EN) Poems, Arrow Editions, 1935.
- (EN) A Wreath for the Sea, Arrow editions, 1943.
- (EN) In the Rose of Time: Poems, 1939-1956, W W Norton & Co Inc, 1956, ISBN 978-0-8112-0279-4.
- (EN) Spring Shade: Poems, 1931-1970, New Directions, 1971, ISBN 978-0-8112-0052-3.
  -  Ombra di primavera, traduzione di Alfredo Rizzardi, illustrazioni di Gianni Bertini, Milano, Edizioni del triangolo, 1959.

### Curatele
- (EN) James Agee, The collected poems of James Agee, a cura di Robert Fitzgerald, Boston, Houghton Mifflin Company, 1968.
- (EN) James Agee, The collected short prose of James Agee, a cura di Robert Fitzgerald, with a memoir by Robert Fitzgerald, Boston, Houghton Mifflin Company, 1968.
- (EN) James Laughlin, In another country: Poems 1935-1975 : selected by Robert Fitzgerald, San Francisco, City Lights Books, 1978.
- (EN) Flannery O'Connor, Mystery and manners: occasional prose, a cura di Sally Fitzgerald, Robert Fitzgerald, Macmillan, 1969, ISBN 978-0-374-50804-3.
- (EN) Flannery O'Connor, Everything that rises must converge, a cura di Sally Fitzgerald, Robert Fitzgerald, Macmillan, 1965, ISBN 978-0-374-50464-9.

### Critica
- (EN) Robert Fitzgerald, Enlarging the change: the Princeton seminars in literary criticism, 1949-1951, Boston, Northeastern University Press, 1985.
- Robert Fitzgerald, Lo stile che fa onore, in Mondo occidentale: rivista mensile di politica e di varia cultura, Roma, 1956.